# Union Zentralafrikanischer Republiken
Die Union der Zentralafrikanischen Republiken (französisch Union des Républiques d'Afrique Central/URAC) war ein loser bzw. nie realisierter Zusammenschluss der ehemaligen französischen Kolonien Kongo (Brazzaville), Tschad und Zentralafrikanische Republik.
Ziel war keine Staatenunion, sondern lediglich politische, wirtschaftliche und zollpolitische Zusammenarbeit. Die zu diesem Zweck am 11. August 1960 vereinbarte Zollunion (Union Douaniere Equatoriale, UDE) wurde jedoch ebenso wenig verwirklicht wie die angekündigte Schaffung einer gemeinsamen Verkehrsbehörde (Agence Transéquatoriale des Communications/ATEC).